# Бурульский
Бурульский — хутор в Зимовниковском районе Ростовской области. Входит в состав Глубочанского сельского поселения.
Население - 44 (2010)

## География
Хутор расположен на востоке Зимовниковского района в пределах Ергенинской возвышенности, являющейся частью Восточно-Европейской равнины, на левом берегу реки Большой Гашун, на высоте 75 метров над уровнем моря. Рельеф местности холмисто-равнинный.
По автомобильной дороге расстояние до Ростова-на-Дону составляет 350 км, до районного центра посёлка Зимовники - 61 км, до административного центра сельского поселения хутора Плотников - 24 км.
На хуторе имеется одна улица: Мирная.
Часовой пояс
Бурульский, как и вся Ростовская область, находится в часовой зоне МСК (московское время). Смещение применяемого времени относительно UTC составляет +3:00.

## История
Изначально Бурульской называлась пятая сотня Среднего улуса Калмыцкого округа Всевеликого Войска Донского. К середине XIX века калмыцкое население стало переходить к оседлости. Начало оседлости можно установить в «Списке населённых мест по сведениям 1859 года». Там впервые упоминается хурульский молитвенный и один обывательский дом в Бурульской калмыцкой сотне. Всего в сотне кочевало 185 кибиток, проживало 805 человек.
Однако при переходе к станичному делению в 1877 году Бурульская сотня была включена в юрт станицы Граббевской. Согласно данным первой Всероссийской переписи населения в 1897 году в хуторе Бурульском юрта станицы Граббевской проживало 459 душ мужского и 439 женского пола. Хутор являлся крупнейшим населённым пунктом юрта станицы Граббевской: население хутора более чем полтора раза превышало население станицы. Общество станицы Бурульской составляли калмыки бага-бурулова рода.
Согласно Алфавитному списку населённых мест области войска Донского 1915 года издания в станице Бурульской насчитывалось 186 дворов, в которых проживало 542 душ мужского и 428 душ женского пола. В станице имелись станичное приставство, хурул, приходское училище, действовало кредитное товарищество.
В результате Гражданской войны и переселения на территорию образованной в 1920 году Калмыцкой автономной области калмыцкое население станицы резко сократилось. Согласно Всесоюзной переписи населения 1926 года население станицы составило 524 человека, из них калмыков - 100. При образовании в 1930 году Калмыцкого национального района Бурульский сельсовет остался за его пределами.
В начале 1944 года оставшееся калмыцкое население было депортировано. Дата преобразования в хутор не установлена

## Население
Динамика численности населения
| 2002 |
| ---- |
| 72   |

| 1897 | 1915 | 1926 | 2010 |
| ---- | ---- | ---- | ---- |
| 898  | ↗970 | ↘524 | ↘44  |